# Alfredo Grondona White
Alfredo Grondona White  (Rosario, provincia de Santa Fe; 10 de junio de 1938 - Buenos Aires, 23 de abril de 2015) fue un humorista gráfico argentino durante las décadas de 1970 y 1990, formando parte de las revistas Humor, Satiricón, Sex Humor y Humi, entre otras.

## Trayectoria
Comenzó a dibujar regularmente a los catorce años de edad, en su Rosario natal, publicando en los diarios Democracia y Rosario. 
Con 17 años ganó un concurso para ilustrar la tapa de la revista Dibujantes. Comenzó a estudiar Arquitectura, aunque debió interrumpir sus estudios para hacer el servicio militar obligatorio. Al finalizar la conscripción, trabaja en diversas empresas de la región, tales como Somisa, Duperial y Petroquímica.
A principios de los setenta se mudó a Buenos Aires, donde tomó contacto con el ambiente del humorismo gráfico mientras trabajaba en la compañía Chrysler y daba clases de dibujo en la Escuela Panamericana de Arte. Para entonces colaboraba esporádicamente con publicaciones extranjeras como MAD, Playboy o Esquire, para lo cual su dominio del idioma inglés era de gran ayuda. También colaboraba en publicaciones humorísticas locales de la época, como La hipotenusa o Tía Vicenta.
Posteriormente conoció a Andrés Cascioli, fundador de Satiricón, quien se interesó por su trabajo. Desde entonces comenzó a publicar en esta y otras revistas humorísticas argentinas del momento, como Chaupinela y El Ratón de Occidente. 
En 1978 es convocado por Cascioli para colaborar con la famosa revista Humor Registrado, durante los años del autodenominado Proceso de Reorganización Nacional. Entonces se hicieron célebres sus tiras costumbristas. También por entonces creó al personaje Doctor Piccafeces, un abogado inescrupuloso y habilísimo para embolsar grandes fortunas con poco esfuerzo. Trabajó con varios guionistas como Héctor García Blanco, Jorge Barale, Ana von Rebeur, entre otros.
Luego de Humor, en la que integró su consejo de redacción casi hasta su final en los años 90, Grondona White continuó publicando en Sex Humor, Súper Humor, Humi y El Péndulo.
Aunque siempre cultivó el perfil bajo, en los últimos años de su vida se mantuvo alejado de las revistas, apenas compartiendo algunas opiniones políticas desde su cuenta de Facebook.

## Estilo
Grondona White volcó en sus dibujos su agudeza y observación, retratando la realidad, costumbres y personajes del mundo que lo rodeaba. Su universo abarcaba desde linyeras hasta aristócratas, pasando por todas las variantes de la clase media. Abordó una gran variedad de temas, tales como la política, el militarismo, el sexo, la historia y la rutina oficinesca, entre muchos otros.